# Kaspar Braun

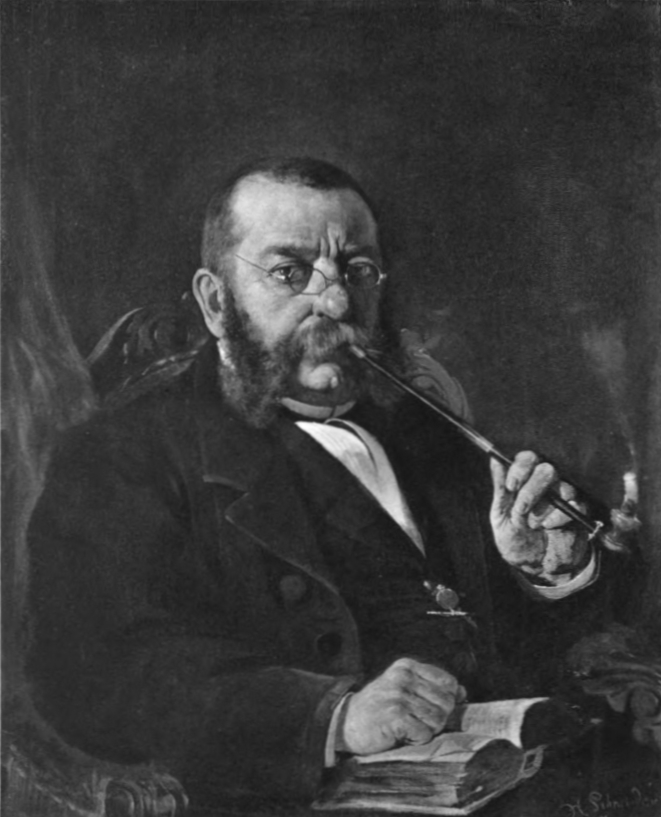
Kaspar Braun, gemalt von seinem Schüler Hermann Schneider

Kaspar Braun (* 13. August 1807 in Aschaffenburg; † 29. Oktober 1877 in München), auch Caspar Braun, war ein deutscher Maler, Zeichner, Illustrator, Holzstecher und Verleger.

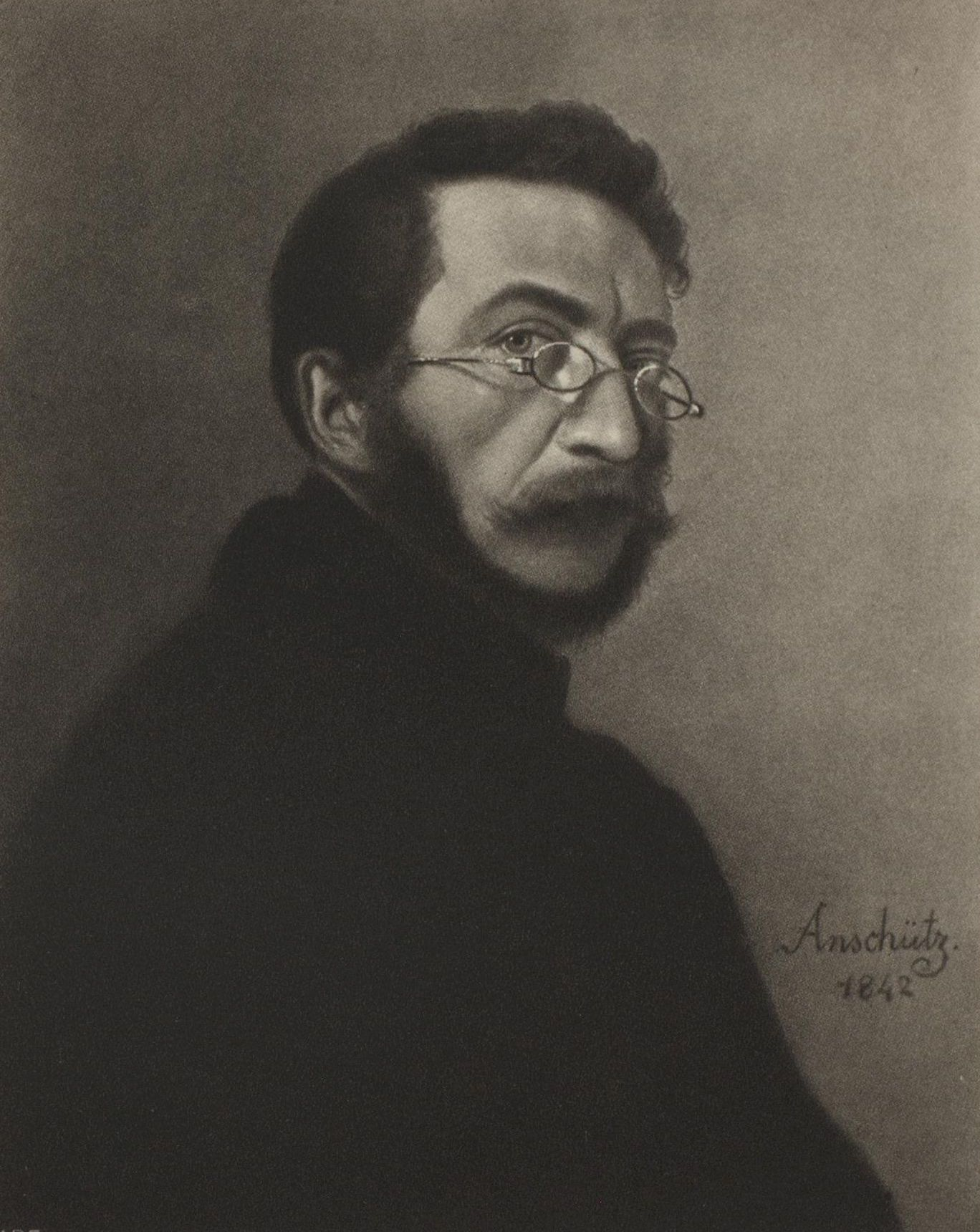
Kaspar Braun, Gemälde von Hermann Anschütz

Casper Braun war eines der neun Kinder des Bürgermeisters von Aschaffenburg Wilhelm Braun und seiner Frau Margarete (geb. Lang). Nach dem Besuch des Gymnasiums in seiner Heimatstadt Aschaffenburg studierte er an der von Peter Cornelius geleiteten Münchner Kunstakademie. Nach Mal- und Zeichenreisen, die ihn nach Norddeutschland und Ungarn führten, ging er 1838 als Mitarbeiter nach Frankreich in das Atelier des Pariser Louis-Henri Brévière, einem der führenden europäischen Holzschneider seiner Zeit. Mit den dort erworbenen Fähigkeiten gründete er nach seiner Rückkehr nach München 1839 zusammen mit dem Hofrat Georg von Dessauer eine xylographische Anstalt. Nach dem Ausscheiden Dessauers aus dem Unternehmen tat sich Braun 1843 mit dem Verleger Friedrich Schneider zusammen und gründete den Verlag Braun & Schneider. Mit diesem zusammen gab er ab 1845 das humoristisch-satirische, illustrierte Wochenblatt die Fliegenden Blätter heraus, das bis ins Jahr 1944 fortlebte. Als verlegerischer Glücksgriff gilt der Erwerb der Rechte an Max und Moritz, einer der frühen Bildergeschichten von Wilhelm Busch. Ebenso erschienen in ihrem Verlag die Münchener Bilderbogen, ein früher Vorläufer der Comic-Hefte des 20. Jahrhunderts, an denen so namhafte Künstler wie Wilhelm Busch, Franz Graf von Pocci oder Moritz von Schwind mitwirkten. Einen besonderen Beitrag zur Münchner Lokalgeschichte leistete Kaspar Braun, als er 1847 das Münchner Kindl, der Wappenfigur der Stadt München, in einer Zeichnung aus dem Wappen steigen ließ. Damit gab er den Anstoß, eine Personifikation dieser Figur für das Münchner Oktoberfest und andere Gelegenheiten als Repräsentant(in) der Stadt München zu bestellen.

## Grabstätte

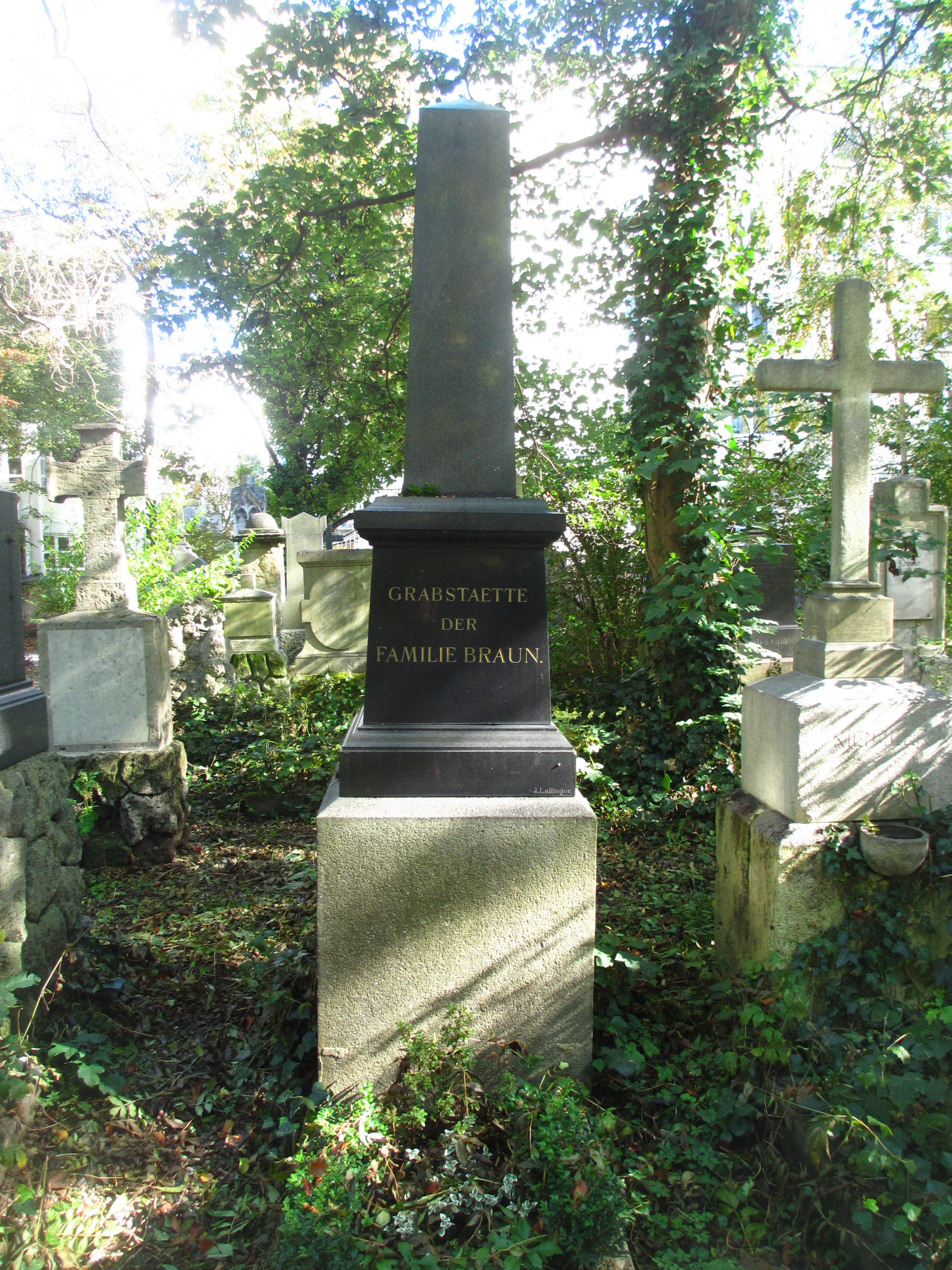
Grab von Kaspar Braun auf dem Alten Südlichen Friedhof in München

Die Grabstätte von Kaspar Braun befindet sich auf dem Alten Südlichen Friedhof in München (Gräberfeld 7 – Reihe 10 – Platz 4/5) Standort.